# 网市镇
网市镇，是中华人民共和国湖北省荆州市监利市下辖的一个乡镇级行政单位。

## 行政区划
网市镇下辖以下地区：
网市社区、北口社区、小潭村、高桥村、扒头村、杉树村、新河村、三官村、高庙村、刘横村、王庙村、顾庙村、横堤村、连刀村、刘挡村、建新村、童芦村、北口村、铁庙村、予市村、碾桥村、网市村、新芦村、周台村、庙芦村、三圣村、铁嘴村、明芦村、公道村和大潭村。